# Belostok
Belostok (rus: Белосток; polonès: Białystok) és un poble de l'óblast de Tomsk, a Rússia, que el 2021 tenia 239 habitants.